# Atribuce probíhající klimatické změny

Bylo zjištěno, že hromadění skleníkových plynů v atmosféře, zejména těch, které jsou důsledkem spalování fosilních paliv lidmi, je hlavní příčinou globálního oteplování a změny klimatu.

Atribuce probíhající klimatické změny, nebo připisování probíhající klimatické změny jednotlivým příčinám je úsilí vědecky zjistit mechanismy odpovědné za probíhající globální oteplování a související změny klimatu na Zemi. Úsilí se zaměřilo na změny pozorované během období instrumentálních teplotních záznamů, zejména za posledních 50 let. To je období, kdy se lidská činnost nejvíce zintenzivněla a zároveň jsou k dispozici detailní pozorování troposféry. Podle Mezivládního panelu pro změnu klimatu (IPCC) je „extrémně pravděpodobné“, že lidský vliv byl v letech 1951 až 2010 dominantní příčinou globálního oteplování, podle některých zdrojů bylo pozorované oteplování od roku 1951 způsobeno výhradně lidmi.
Některé z hlavních lidských aktivit, které přispívají ke globálnímu oteplování, jsou:
- zvýšení atmosférických koncentrací skleníkových plynů, způsobujících oteplování,
- globální změny zemského povrchu, jako je odlesňování, způsobující oteplování,
- změny atmosférických koncentrací aerosolů, způsobujících ochlazování.

Kromě lidských činností mohou změnu klimatu způsobit také některé přírodní mechanismy, jako jsou klimatické oscilace, změny sluneční aktivity a sopečná činnost.
Existuje řada důkazů, které podporují teorii, že probíhající změna klimatu je způsobena lidskou činností:
- Fyzikální porozumění klimatickému systému: koncentrace skleníkových plynů se zvýšila a jejich oteplovací vlastnosti jsou dobře zdokumentovány.
- Historické odhady minulých klimatických změn naznačují, že probíhající změny globální povrchové teploty jsou neobvyklé.
- Počítačové modely klimatu nejsou schopné replikovat pozorované oteplování, pokud v nich nejsou zahrnuty emise skleníkových plynů.
- Samotné přírodní síly (jako je sluneční a sopečná aktivita) nemohou vysvětlit současné pozorované oteplování.

Názor IPCC, že za probíhající globální oteplování mohou lidské aktivity je názor sdílený vědeckou komunitou a je také podporován 196 dalšími vědeckými organizacemi po celém světě.

## Pozadí

Keelingova křivka ukazuje dlouhodobý nárůst atmosférického oxidu uhličitého (CO_{2}) koncentrace v letech 1958–2018. Měsíční měření CO_{2} ukazují sezónní oscilace se vzestupným trendem. Každoroční maximum se vyskytuje během pozdního jara na severní polokouli.

Faktory ovlivňující klima Země lze rozdělit na zpětné vazby a působení.:s.7 Působení je něco, co je mimo klimatický systém. Vnější působení zahrnuje přírodní jevy, jako jsou sopečné erupce a změny ve sluneční aktivitě. Také lidské aktivity mohou působit na klimatický systém, například prostřednictvím změn složení atmosféry.
Radiační působení je měřítkem toho, jak různé faktory mění energetickou rovnováhu zemské atmosféry. Pozitivní radiační působení bude mít tendenci zvyšovat energii systému Země-atmosféra, což povede k oteplování systému. Mezi začátkem průmyslové revoluce v roce 1750 a rokem 2005 došlo ke zvýšení koncentrace oxidu uhličitého v atmosféře, což vedlo k pozitivnímu radiační působení průměrně asi 1,66 Wm−2.
Klimatická zpětná vazba může buď zesílit nebo tlumit reakci klimatu na dané působení.:s.7 V klimatickém systému existuje mnoho mechanismů zpětné vazby, které mohou buď zesílit (pozitivní zpětná vazba) nebo oslabit (negativní zpětná vazba) důsledky změny v působení na klima.
Klimatický systém se bude lišit v závislosti na změnách působení. Bude vykazovat vnitřní variabilitu díky přítomnosti či nepřítomnosti působení, které na něj má vliv. Tato vnitřní variabilita je výsledkem složitých interakcí mezi složkami klimatického systému, jako je propojení mezi atmosférou a oceánem. Příkladem vnitřní variability je El Niño – jižní oscilace.

## Zjištění a připsání

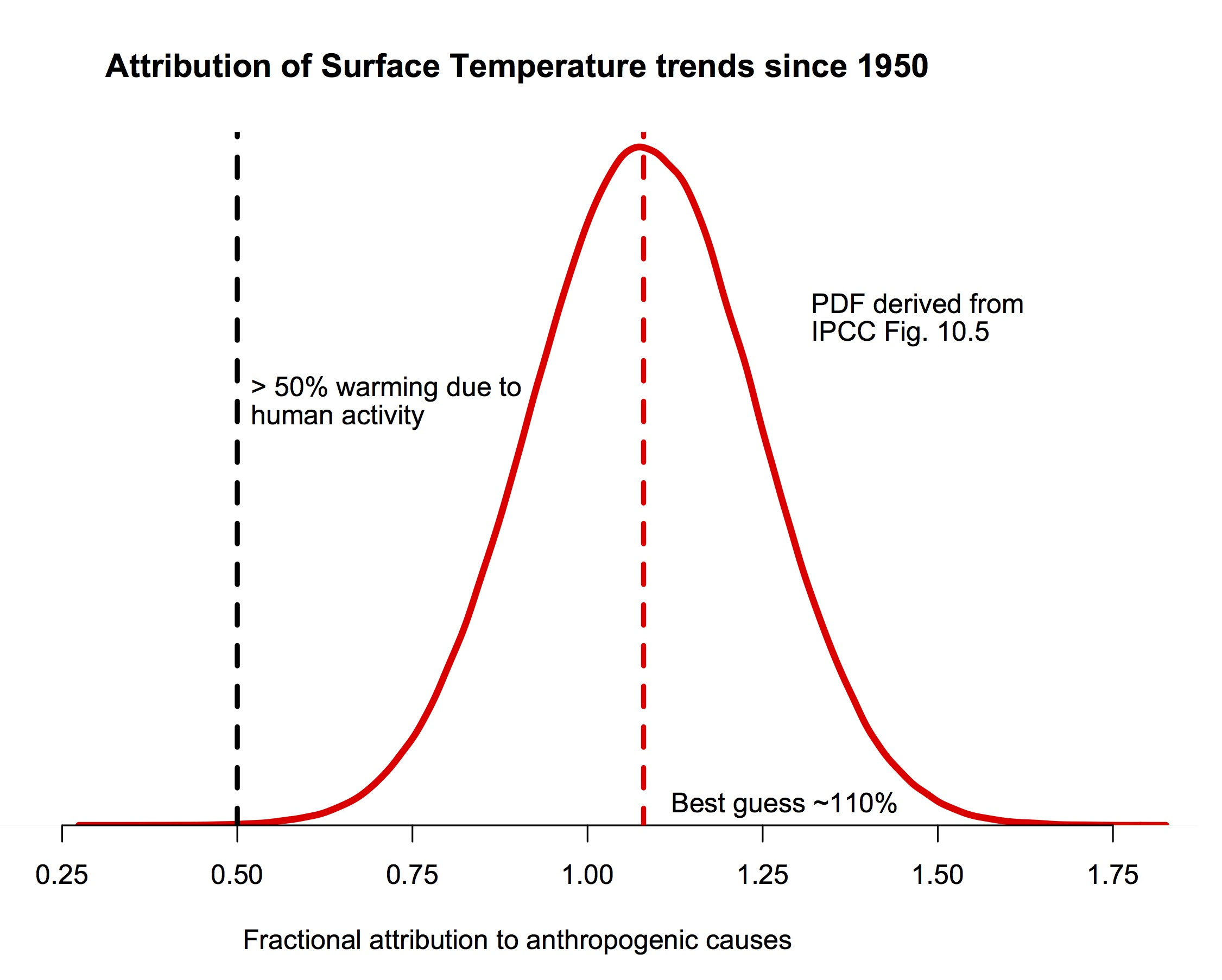
Funkce hustoty pravděpodobnosti (PDF) frakce trendů povrchové teploty od roku 1950, kterou lze přičíst lidské činnosti, na základě IPCC AR5 10.5

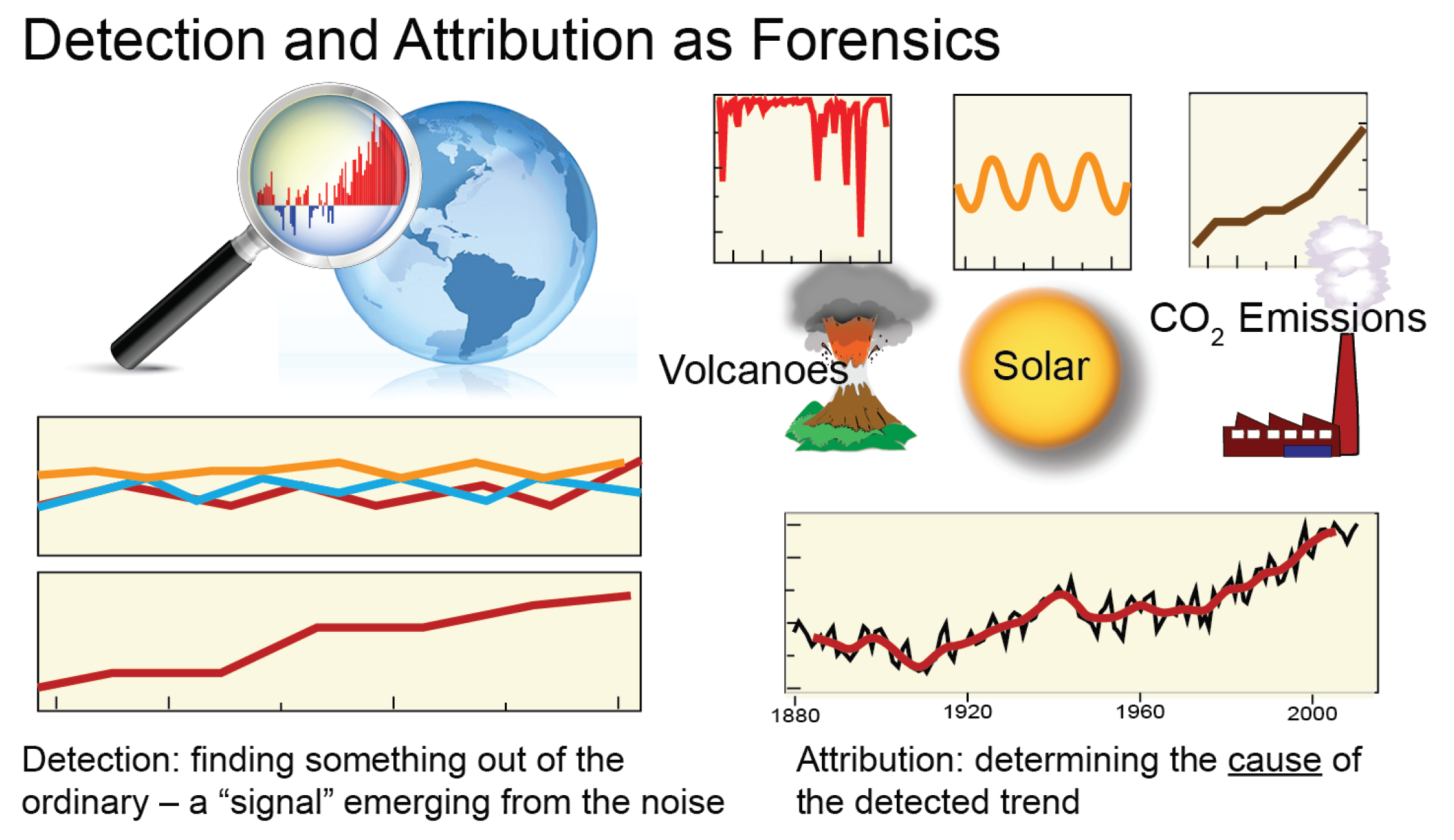
Při zjišťování a připisování zahrnují přirozené faktory obvykle změny aktivity Slunce a sopečné erupce, jakož i přirozené způsoby variability, jako jsou El Niño a La Niña. Mezi lidské faktory patří emise skleníkových plynů a částic zachycujících teplo, jakož i odlesňování a další změny ve využívání půdy. Zdroj obrázku: NOAA NCDC.

Zjištění (signálů) a připsání klimatických signálů příčinám má v literatuře o změně klimatu přesnější definici, jak ji vyjadřuje IPCC. Zjištění klimatického signálu neznamená vždy důležité přiřazení. Ve čtvrté hodnotící zprávě IPCC se uvádí, že „je extrémně pravděpodobné, že lidské činnosti od roku 1750 měly na klima značný vliv na čisté oteplování“, kde „extrémně pravděpodobné“ znamená pravděpodobnost větší než 95 %. Zjištění signálu vyžaduje prokázání, že pozorovaná změna je statisticky významně odlišná od změny, kterou lze vysvětlit přirozenou vnitřní variabilitou.
Připsání vyžaduje prokázat, že pro daný signál platí, že:
- není pravděpodobné, že by byl způsoben výhradně vnitřní variabilitou;
- je v souladu s odhadovanými odpověďmi na danou kombinaci antropogenního a přirozeného působení;
- není v souladu s alternativními, fyzikálně věrohodnými vysvětleními probíhajících změn klimatu, které vylučují důležité prvky dané kombinace vnějšího působení.

## Klíčová připsání

### Skleníkové plyny
Oxid uhličitý je primární skleníkový plyn, který přispívá k probíhajícím změnám klimatu. Je absorbován a přirozeně emitován jako součást uhlíkového cyklu prostřednictvím dýchání zvířat a rostlin, sopečných erupcí a výměny oceán-atmosféra. Lidské činnosti, jako je spalování fosilních paliv a změny ve využívání půdy, uvolňují velká množství uhlíku do atmosféry a způsobují nárůst koncentrací CO2 v atmosféře.
Vysoce přesná měření koncentrací atmosférického CO2, iniciovaná Charlesem Davidem Keelingem v roce 1958, představují hlavní časové řady, jež dokládají měnící se složení atmosféry. Tato data mají ve vědě o změně klimatu ikonický status jako důkaz účinku lidské činnosti na chemické složení globální atmosféry.
V květnu 2019 dosáhla koncentrace CO2 v atmosféře 415 ppm. Naposledy bylo této koncentrace dosaženo před 2,6–5,3 miliony let. Bez lidských zásahů by koncentrace byla 280 ppm.
Spolu s CO2 přispívají ke skleníkovému efektu také methan a v menší míře oxid dusný. Kjótský protokol je uvádí společně s fluorovodíky (HFC), perfluorouhlíky (PFC) a fluoridem sírovým (SF6), což jsou zcela umělé plyny, které přispívají k radiačnímu působení. Graf napravo přiřazuje antropogenní emise skleníkových plynů osmi hlavním hospodářským odvětvím, z nichž největší přispěvatelé jsou elektrárny (mnohé z nich spalují uhlí nebo jiná fosilní paliva), průmyslové procesy, paliva v dopravě (obvykle fosilní paliva) a zemědělské vedlejší produkty (hlavně methan z trávení přežvýkavců a oxid dusný z používání umělých hnojiv).

#### Vodní pára

Emisní databáze pro globální výzkum atmosféry, verze 4.2

Vodní pára je nejhojnějším skleníkovým plynem a je největším přispěvatelem k přirozenému skleníkovému efektu, přestože má krátkou životnost v atmosféře (asi 10 dnů). Některé lidské činnosti mohou ovlivnit koncentrace vodní páry na lokální úrovni. V celosvětovém měřítku je však koncentrace vodní páry řízena teplotou, která ovlivňuje celkovou rychlost odpařování a srážek. Proto globální koncentrace vodní páry není podstatně ovlivněna přímými lidskými emisemi.

### Využívání půdy
Změna klimatu je přičítána využívání půdy ze dvou hlavních důvodů. V letech 1750 až 2007 byly asi dvě třetiny antropogenních emisí CO2 vyrobeny ze spalování fosilních paliv a asi jedna třetina emisí byla způsobena změnami ve využívání půdy, primárně odlesňováním. Odlesňování snižuje jak množství oxidu uhličitého absorbovaného odlesněnými regiony, tak uvolňuje skleníkové plyny přímo, spolu s aerosoly, spalováním biomasy, které odlesňování často doprovází.
Některé z příčin klimatických změn média se změnou klimatu nespojují. Například škody způsobené lidmi na slonech a opicích přispívají k odlesňování a tím i ke změně klimatu.
Druhým důvodem, proč byla změna klimatu připisována využívání půdy, je to, že často dochází ke změně terestrického albeda, což vede ke zvýšenému radiačnímu působení. Tento efekt je významnější lokálně než celosvětově.

#### Hospodářská zvířata a využití půdy
Živočišná produkce na celém světě využívá 70 % veškeré zemědělské půdy, respektive 30 % nezaledněné pevniny. Více než 18 % antropogenních emisí skleníkových plynů je připisováno hospodářským zvířatům a činnostem souvisejícím s hospodářskými zvířaty, jako je odlesňování a stále intenzivnější zemědělské postupy. Mezi specifické atributy odvětví chovu hospodářských zvířat patří:
- 9 % celosvětových emisí antropogenního oxidu uhličitého.
- 35–40 % globálních antropogenních emisí metanu (hlavně kvůli trávení přežvýkavců a hnoji)
- 64 % celosvětových antropogenních emisí oxidu dusného, hlavně kvůli používání hnojiv.[29]

### Aerosoly
Prakticky s jistotou přisuzuje vědecký konsenzus různé formy změny klimatu, zejména chladicí účinky, aerosolům, což jsou malé částice nebo kapičky suspendované v atmosféře. Mezi klíčové zdroje, kterým jsou antropogenní aerosoly přiřazeny patří:
- spalování biomasy, jako je odlesňování žďářením. Produkované aerosoly jsou především černý uhlík,
- průmyslové znečištění ovzduší, které produkuje saze a vzdušné sírany, dusičnany a amoniak,
- prach produkovaný účinky využití krajiny, jako je dezertifikace.

## Připsání klimatických změn 20. století

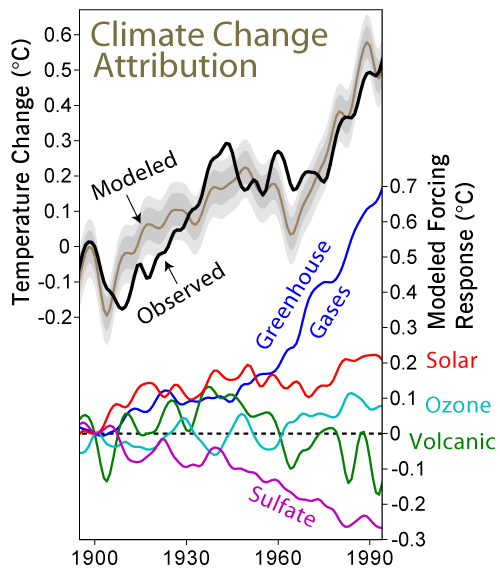
Jedním z globálních klimatických modelů je rekonstrukce teplotních změn během 20. století jako výsledek působení pěti studovaných faktorů a velikosti teplotních změn, které jsou každému přiřazeny.

Během posledních 150 let lidské činnosti uvolňovaly do atmosféry rostoucí množství skleníkových plynů. To vedlo ke zvýšení průměrné globální teploty čili ke globálnímu oteplování. Další lidské působení je relevantní – například se předpokládá, že sulfátové aerosoly mají chladicí účinek. Přispívají také přírodní faktory. Podle historického teplotního záznamu z minulého století se teplota vzduchu u povrchu Země zvýšila kolem 0,74 ± 0,18 °C.
Historicky důležitá otázka ve výzkumu změny klimatu je relativní význam lidské činnosti a neantropogenních příčin v období zaznamenávání teplot. Ve druhé hodnotící zprávě (SAR) z roku 1995 učinil IPCC široce citované prohlášení, že „prakticky nepochybné důkazy naznačují znatelný vliv člověka na globální klima“. V roce 2001 to Třetí hodnotící zpráva (TAR) upřesnila a uvedla: „Existují nové a silnější důkazy, že většina oteplování pozorovaného za posledních 50 let je způsobena lidskými činnostmi“. Čtvrtá hodnotící zpráva z roku 2007 (AR4) dále zesílila toto zjištění:
- „Antropogenní oteplování klimatického systému je velmi rozšířené a lze je zjistit při měření teploty na povrchu, ve volné atmosféře a v oceánech. Důkazů o vlivu vnějších vlivů, antropogenních i přírodních, na klimatický systém od TAR stále přibývá.“[33]

Mezi další zjištění Čtvrté hodnotící zprávy IPCC patří:
- „Je krajně nepravděpodobné (< 5 %),[34] že by globální průběh oteplování během minulého půlstoletí bylo lze vysvětlit bez vnějšího působení (tj. neodpovídá průběhu, jaký by byl výsledkem vnitřní variability), a velmi nepravděpodobné,[35] že by bylo způsobeno pouze známými přírodními vnějšími příčinami. K oteplování došlo jak v oceánu, tak v atmosféře a nastalo v době, kdy by přirozené vnější faktory působily směrem k ochlazování.“[36]
- „Z nových odhadů kombinovaného antropogenního působení zapříčiněného skleníkovými plyny, aerosoly a změnami využívání půdy je mimořádně pravděpodobné (> 95%)[37] že lidské činnosti od roku 1750 měly na klima značný oteplující vliv.“[38]
- „Je prakticky jisté[39] že antropogenní aerosoly vytvářejí čisté negativní radiační působení (chlazení) s větší intenzitou na severní polokouli než na jižní polokouli.“[38]

Za posledního půl století došlo k globálnímu oteplování zemského povrchu přibližně o 0,65 °C (viz Instrumentální záznamy teplot). Mezi možné faktory, které by mohly způsobit změny globální průměrné teploty, patří vnitřní variabilita klimatického systému, vnější působení, zvýšení koncentrace skleníkových plynů nebo jakákoli kombinace těchto faktorů. Současné studie ukazují, že nárůst skleníkových plynů, zejména CO2, je zodpovědný za většinu pozorovaného oteplování. Důkazy pro tento závěr zahrnují:
- Odhady vnitřní variability z klimatických modelů a rekonstrukce minulých teplot naznačují, že oteplování pravděpodobně nebude zcela přirozené.
- Klimatické modely, ve kterých působí přírodní faktory a zvýšené koncentrace skleníkových plynů a aerosolů, odpovídají pozorovaným globální změnám teploty; kdežto ty, ve kterých působí pouze přírodní faktory, jim neodpovídají.[32]
- Metody „otisků prstů“ (viz níže) ukazují, že průběh změn je blíže tomu, co lze očekávat od změn vynucených skleníkovými plyny, než od přirozených změn.[40]
- Zastavení oteplování od 40. do 60. let lze přičíst převážně ochlazování sulfátovými aerosoly.[41]

### Podrobnosti o připisování

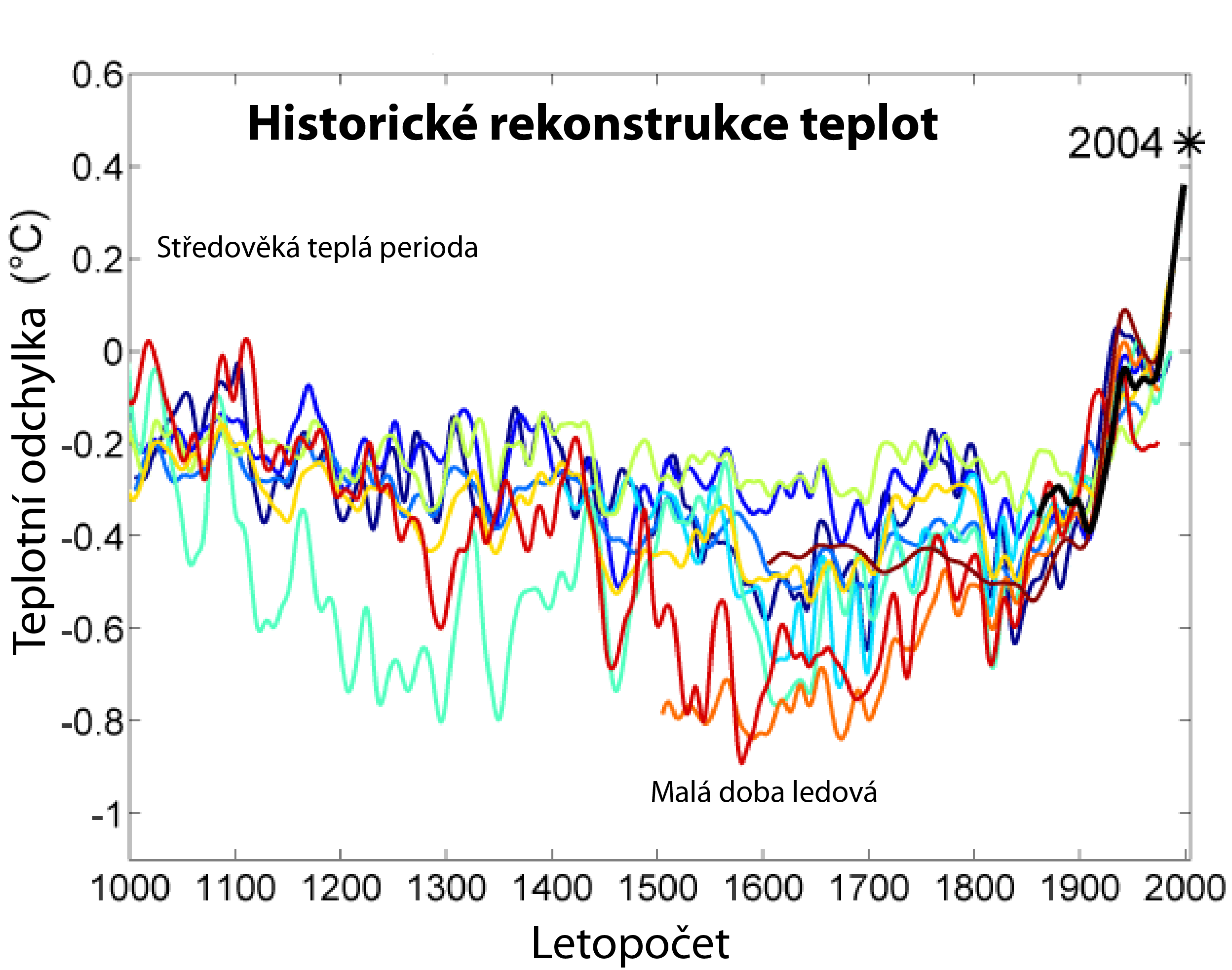
Na severní polokouli se poslední desetiletí jeví jako nejteplejší od nejméně asi 1 000 n. l. a oteplování od konce 19. století je v posledních 1 000 letech bezprecedentní. Starší údaje nejsou dostatečné pro spolehlivé odhady hemisférické teploty.

Nedávná vědecká hodnocení ukazují, že většina oteplování zemského povrchu za posledních 50 let byla způsobena lidskými činnostmi (viz také část vědecká literatura a názor). Tento závěr spočívá na více různých důkazech. Jako se „signál“ oteplování postupně vynořil z „šumu“ přirozené proměnlivosti klimatu, tak se v posledních několika desetiletích nahromadily vědecké důkazy o vlivu člověka na globální klima z mnoha stovek studií. Žádná z těchto studie není jen nepřímý argument. Rovněž žádná jednotlivá studie nebo kombinace studií neotřásly množstvím důkazů podporujících závěr, že lidská činnost je hlavním hnacím motorem nedávného oteplování.
První linie důkazů je založena na fyzikálním porozumění toho, jak skleníkové plyny zachycují teplo, jak klimatický systém reaguje na zvyšování koncentrací skleníkových plynů a jak jiné lidské a přírodní faktory ovlivňují klima.
Druhá linie důkazů je založena na nepřímých odhadech změn klimatu za posledních 1 000 až 2 000 let. Tyto záznamy jsou získány z živých organismů a jejich pozůstatků (jako jsou letokruhy stromů a korály) a z fyzikálních veličin (jako je poměr mezi lehčími a těžšími izotopy kyslíku v ledových jádrech). Poučení z těchto údajů je, že globální povrchové teploty v posledních několika desetiletích jsou zjevně neobvyklé, protože byly vyšší než kdykoli v průběhu posledních 400 let. Pro severní polokouli je nedávné zvýšení teploty zjevně neobvyklé nejméně za posledních 1 000 let (viz graf vpravo).
Třetí linie důkazů je založena na široké kvalitativní konzistenci mezi pozorovanými změnami klimatu a simulacemi počítačových modelů v tom, jaká se očekává změna klimatu v reakci na lidské činnosti. Například, když klimatické modely pracují s historickým (pozorovaným) nárůstem skleníkových plynů, vykazují postupné oteplování Země a povrchu oceánu, zvyšování tepelného obsahu oceánu a troposféry, zvyšování globální hladiny moře, ústup mořského ledu a sněhové pokrývky, ochlazování stratosféry, zvýšení množství atmosférické vodní páry a změny srážkových a tlakových schémat ve velkém měřítku. Tyto a další aspekty modelované změny klimatu jsou v souladu s pozorováními.

#### Studie „otisků prstů“

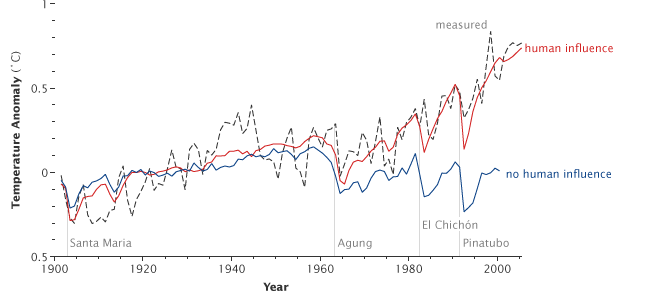
Rekonstrukce globální teploty, která zahrnuje zvýšení skleníkových plynů a další lidské vlivy (červená čára, založená na mnoha modelech), dobře odpovídají naměřeným teplotám (přerušovaná čára). Ty, které zahrnují pouze přírodní vlivy (modrá čára, založená na mnoha modelech), vykazují mírné ochlazení, k němuž nedošlo. Schopnost modelů generovat přiměřenou historii globální teploty je ověřována jejich reakcí na čtyři sopečné erupce 20. století: každá erupce způsobila krátké ochlazení, které se objevilo jak v pozorovaných, tak v modelových záznamech.

Konečně, existují rozsáhlé statistické důkazy z tzv. studií „otisků prstů“. Každý faktor, který ovlivňuje klima, vytváří jedinečný vzorec reakce na klima, stejně jako každý člověk má jedinečný otisk prstu. Studie "otisků prstů" využívají tyto jedinečné podpisy a umožňují podrobné srovnání modelovaných a pozorovaných vzorců změny klimatu. Vědci se spoléhají na takové studie, aby připisovali pozorovanou změnu klimatu konkrétní příčině nebo souboru příčin. Ve skutečném světě je změna klimatu, ke kterým došlo od začátku průmyslové revoluce, důsledkem složité směsi lidských a přírodních příčin. Důležitost každého jednotlivého vlivu v této směsi se postupem času mění. Samozřejmě, že neexistuje více planet Země, což by experimentátorovi umožnilo změnit pouze jeden faktor na každé planetě, a to by pomohlo izolovat různé otisky prstů. Proto se používají ke studiu vlivu jednotlivých faktorů na klima klimatické modely. V nich může být měněn jediný faktor (jako skleníkové plyny) nebo soubor faktorů, a tak lze studovat reakci modelovaného klimatického systému na tyto individuální nebo kombinované změny. Například, když simulace klimatických modelů z minulého století zahrnují všechny hlavní vlivy na klima, ať už indukované člověkem nebo přirozené, mohou reprodukovat mnoho důležitých rysů pozorovaných vzorců změny klimatu. Když jsou z modelových experimentů odstraněny lidské vlivy, výsledky naznačují, že povrch Země by se během posledních 50 let skutečně mírně ochladil (viz graf). Jasným poselstvím studií otisků prstů je, že pozorované oteplování v posledním půlstoletí nemůže být vysvětleno přírodními faktory a je způsobeno především lidskými faktory.
Další otisk lidského vlivu na klima byl identifikován při pohledu na profil jednotlivých vrstev atmosféry a při studiu struktury teplotních změn od povrchu vzhůru přes stratosféru (viz část o Solární aktivita). Nejdříve se metoda otisků prstů zaměřila na změny povrchové a atmosférické teploty. Vědci pak aplikovali metody otisků prstů na celou řadu klimatických proměnných, identifikovali klimatické signály způsobené člověkem v tepelném obsahu oceánů, ve výšce tropopauzy (hranice mezi troposférou a stratosférou, která se v posledních desetiletích posunula nahoru o několik set metrů), geografické vzorce srážek, sucho, povrchový tlak a odtok z hlavních povodí.
Studie zveřejněné po publikaci Čtvrté hodnotící zprávy IPCC v roce 2007 také zjistily lidské otisky prstů ve zvýšené atmosférické vlhkosti (jak v blízkosti povrchu, tak v celém rozsahu atmosféry), při poklesu rozsahu arktického zalednění, a ve změnách povrchových teplot Arktidy a Antarktidy.
Poselstvím celého tohoto díla je, že klimatický systém vypráví konzistentní příběh o stále dominantnějším lidském vlivu – změny teploty, rozsahu ledu, vlhkosti a cirkulačních vzorců fyzikálně konzistentním způsobem zapadají do sebe jako dílky puzzle.
Práce s „otisky prstů“ je stále prokazatelnější. Jasné a přesvědčivé vědecké důkazy podporují zjištění o výrazném vlivu člověka na globální klima. Většina nedávné pozornosti je nyní věnována změnám klimatu na kontinentálním a regionálním měřítku a proměnným, které mohou mít velký dopad na společnost. Vědci například prokázali příčinnou souvislost mezi lidskou činností a změnami sněhové přikrývky, maximální a minimální (denní) teplotou a sezónním načasováním odtoku z horských oblastí západních Spojených států. Lidská aktivita pravděpodobně významně přispěla ke změnám teploty povrchu oceánu v oblastech formování hurikánů. Vědci se také dívají za fyzikální klimatický systém a začínají spojovat změny v distribuci a sezónním chování rostlinných a živočišných druhů se změnami teploty a srážek způsobenými člověkem.
Zdá se, že více než deset let jeden aspekt příběhu o změně klimatu vykazoval významný rozdíl mezi modely a pozorováními. V tropech všechny modely předpovídaly, že se vzrůstem skleníkových plynů se troposféra se bude zahřívat rychleji než zemský povrch. Zdálo se, že pozorování z meteorologických balónů, satelitů a povrchových teploměrů vykazovaly opačné chování (rychlejší zahřívání povrchu než troposféry). Tento problém byl problémem v pochopení příčin změny klimatu. Nyní je tento problém do značné míry vyřešen. Výzkum ukázal, že v datech ze satelitů a meteorologických balónů byly velké nejistoty. Pokud jsou nejistoty v modelech a pozorováních správně zohledněny, novější soubory pozorovacích dat (s lepším řešením známých problémů) jsou v souladu s výsledky klimatického modelu. To však neznamená, že byly vyřešeny všechny zbývající rozdíly mezi modely a pozorováními. Zdá se, že pozorované změny některých klimatických proměnných, jako je arktický mořský led, některé aspekty srážek a vzorce povrchového tlaku, probíhají mnohem rychleji, než předpokládaly modely. Důvody těchto rozdílů nejsou dobře známy. Závěrem metody „otisku prstů“ je však to, že většina pozorovaných změn, které byly doposud zkoumány, jsou navzájem konzistentní a jsou také v souladu s naším vědeckým chápáním toho, jak by se mělo očekávat, že klimatický systém bude reagovat na nárůst tepla, zachycovaného skleníkovými plyny, jejichž koncentrace narostly lidskou činností.

#### Extrémní počasí

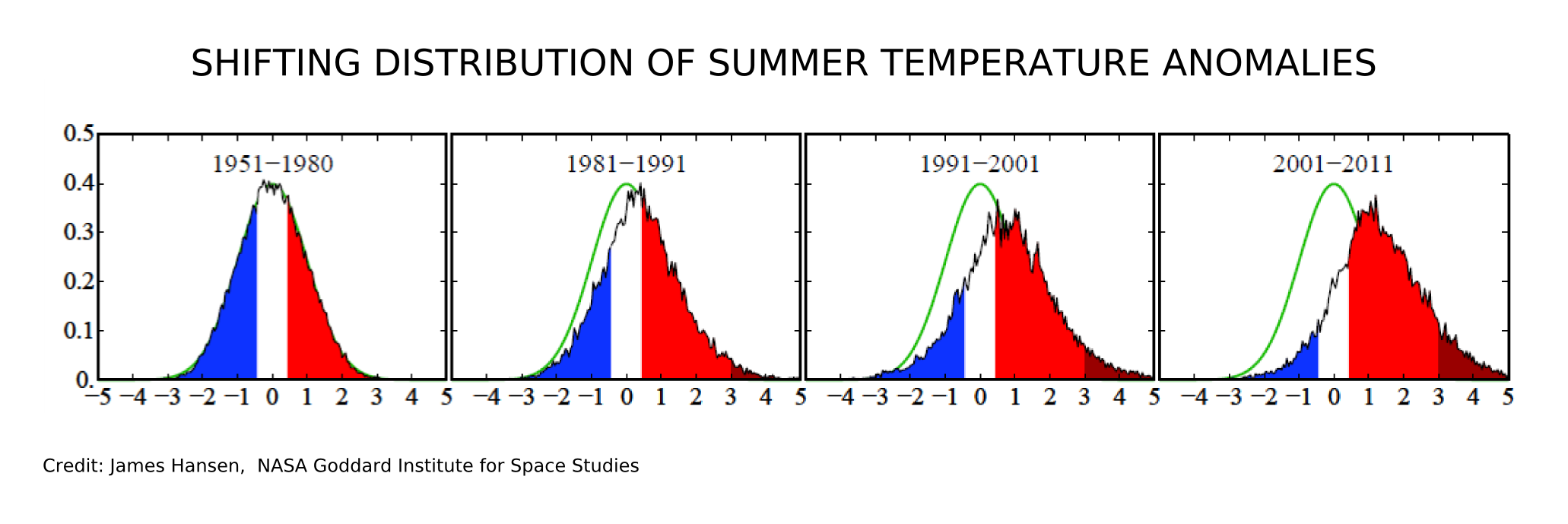
Četnost výskytu (vertikální osa) lokálních teplotních anomálií červen–červenec–srpen (relativní k průměrné hodnotě 1951–1980) pro severní polokoulí měřeno jako standardní odchylky (vodorovná osa). Podle Hansena a kol. (2012), se rozložení anomálií posunulo doprava v důsledku globálního oteplování, což znamená, že se neobvykle horká léta stala běžnější. To je analogické s házením kostek: chladná léta nyní pokrývají pouze polovinu jedné strany šestidílné matrice, bílá kryje jednu stranu, červená kryje čtyři strany a extrémně horká (červenohnědá) anomálie kryje polovinu jedné strany.

Jedním z témat diskutovaných v literatuře je to, zda lze lidské činnosti připsat extrémní povětrnostní události. Seneviratne et al. (2012) uvedl, že připisování jednotlivých extrémních povětrnostních podmínek lidské činnosti by bylo náročné. Přisuzování změn v dlouhodobých trendech extrémního počasí je však dost průkazné. Například Seneviratne et al. (2012) dospěli k závěru, že lidské činnosti pravděpodobně vedly k oteplování extrémních denních minimálních a maximálních teplot v celosvětovém měřítku.
Dalším způsobem, jak si tento problém prohlížet, je zvážit dopady změny klimatu vyvolané člověkem na pravděpodobnost budoucích extrémních povětrnostních jevů. Stott a kol. (2003) například zvažovali, zda lidské činnosti zvýšily riziko závažných vln veder v Evropě, jako tomu bylo v roce 2003. Jejich závěr je, že lidské činnosti velmi pravděpodobně více než zdvojnásobily riziko tepelných vln této velikosti.
Lze ukázat analogii mezi sportovcem používajícím steroidy a změnou klimatu vyvolanou člověkem. Stejně tak, jak se může výkon sportovce zvýšit při používání steroidů, změna klimatu vyvolaná člověkem může zvyšovat riziko některých extrémních povětrnostních jevů.
Hansen a kol. (2012) navrhli, že lidské činnosti výrazně zvýšily riziko letních vln veder. Podle jejich analýzy se rozloha Země ovlivněná velmi horkými letními teplotními anomáliemi v průběhu času značně zvýšila. V základním období 1951–1980 pokrývaly tyto anomálie několik desetin procenta globální rozlohy Země. V posledních letech se tento podíl zvýšil na přibližně 10 % globální rozlohy Země. Hansen et al. (2012) přičítali vlny veder v Moskvě a v Texasu v roce 2010 oteplování, způsobenému člověkem.
Dřívější studie Dole et al. (2011) dospěla k závěru, že v roce 2010 byla vlna veder v Moskvě způsobena zejména přirozenou proměnlivostí počasí. I když není přímo citován Dole et al. (2011), studie Hansen a kol. (2012) tento druh vysvětlení odmítla. Hansen a kol. (2012) uvedli, že za vlny veder v Moskvě a Texasu byla zodpovědná kombinace přirozené proměnlivosti počasí a globálního oteplování vyvolaného člověkem.

## Vědecká literatura a mínění
Existuje řada příkladů publikované a neformální podpory pro konsensuální názor. Jak již bylo zmíněno dříve, IPCC dospěl k závěru, že většina pozorovaných zvýšení globálně průměrných teplot od poloviny 20. století je „velmi pravděpodobně“ kvůli lidské činnosti. Závěry IPCC jsou v souladu se závěry několika zpráv vypracovaných Národní radou pro výzkum USA. Zpráva zveřejněná v roce 2009 Americkým programem výzkumu globální změny došla k závěru, že „[globální] oteplování je jednoznačné a primárně indukované člověkem“. Řada vědeckých organizací vydala prohlášení, která podporují konsenzuální názor. Dva příklady zahrnují:
- společné prohlášení učiněné v roce 2005 národními vědeckými akademiemi zemí G8 a Brazílií, Čínou a Indií;[65]
- společné prohlášení Sítě afrických vědeckých akademií v roce 2008.[66]

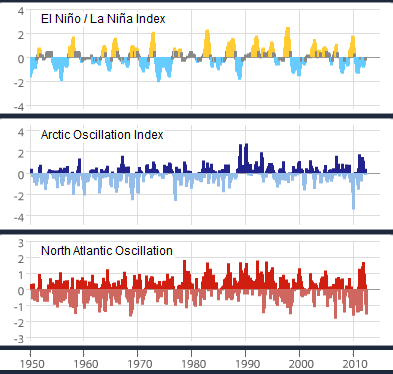
Tento obrázek ukazuje tři příklady vnitřní variability klimatu naměřené v letech 1950 až 2012: El Niño –Jižní oscilace, Arktická oscilace a severoatlantická oscilace.

### Studie zjištění a atribuce
Čtvrtá hodnotící zpráva IPCC (2007) dospěla k závěru, že připisování je možné u řady pozorovaných změn klimatu (viz účinky globálního oteplování). Bylo však zjištěno, že při posuzování změn v menších regionech (méně než kontinentální měřítko) a v krátkých časových obdobích (méně než 50 let) je přiřazení obtížnější. Ve větších oblastech průměrování snižuje přirozenou variabilitu klimatu, což usnadňuje detekci a přiřazování.
- V roce 1996 napsali Benjamin D. Santer a kol. v článku v časopisu Nature nazvaném „Hledání lidských vlivů na tepelnou strukturu atmosféry“ následující závěr: „Pozorované prostorové vzorce změny teploty ve volné atmosféře v letech 1963 až 1987 jsou podobné těm, které předpovídají nejmodernější klimatické modely zahrnující různé kombinace změn oxidu uhličitého, antropogenního sulfátového aerosolu a stratosférického ozonu. Během tohoto období se zvyšuje míra shody mezi modely a pozorováními. Je pravděpodobné, že tento trend je částečně způsoben lidskou činností, i když zůstává mnoho nejistot, zejména pokud jde o odhady přirozené proměnlivosti.“
- Článek z roku 2002 v časopise Journal of Geophysical Research říká: „Naše analýza naznačuje, že oteplování na počátku dvacátého století lze nejlépe vysvětlit kombinací oteplování způsobeného nárůstem skleníkových plynů a přirozeného působení, částečným ochlazením způsobeným jinými antropogenními silami a příspěvkem vnitřní variability. Ve druhé polovině století jsme zjistili, že oteplování je do značné míry způsobeno změnami v koncentracích skleníkových plynů, se změnami koncentrací síranů a možnými sopečnými aerosoly kompenzujícími přibližně jednu třetinu oteplování.“[69][70]
- Recenze studií zjišťování a připisování z roku 2005 provedená Mezinárodní skupinou pro zjišťování a připisování zjistila, že „za velké změny teploty pozorované během minulého století jsou nanejvýš částečně odpovědné přírodní faktory, jako je variabilita slunečního záření a sopečná aktivita, a že velká část oteplování za posledních 50 let může být způsobena nárůstem skleníkových plynů. Nedávný výzkum tedy podporuje a posiluje závěr třetí hodnotící zprávy IPCC, že „většina globálního oteplování za posledních 50 let je pravděpodobně způsobena nárůstem skleníkových plynů.“
- Barnett a jeho kolegové (2005) tvrdí, že pozorované oteplování oceánů „nelze vysvětlit přirozenou proměnlivostí vnitřního klimatu nebo sluneční a vulkanickou silou, ale dobře ji simulují dva klimatické modely zahrnující antropogenní působení.“[71]
- Dva články v časopisu Science v srpnu 2005[72][73] vyřešily problém trendů troposférické teploty patrný v době TAR (viz také část „Studie otisku prstu“ ). Verze záznamů v UAH obsahovala chyby a v záznamu radiosondy lze nalézt stopy rušivých trendů ochlazování, zejména v tropech. Podrobnosti viz satelitní měření teploty; a americká zpráva CCSP z roku 2006.[74]
- Více nezávislých rekonstrukcí teplotního záznamu za posledních 1 000 let potvrzuje, že konec 20. století je pravděpodobně nejteplejší období v tomto období (viz předchozí část – podrobnosti o přisuzování).

### Recenze vědeckých stanovisek
- Článek v časopisu Science zkoumal 928 abstraktů článků spojených se změnou klimatu a dospěl k závěru, že většina článků přijala konsensus.[75] O tom se dále diskutuje ve vědeckém konsensu o změně klimatu.
- Dokument z roku 2010 ve sborníku Národní akademie věd zjistil, že ze skupiny zhruba 1 000 výzkumných pracovníků, kteří pracují přímo na klimatických otázkách a publikují nejčastěji toto téma, 97 % souhlasí s tím, že dochází k antropogenní změně klimatu.[76]
- Dokument z roku 2011 z Univerzity George Masona publikovaný v Mezinárodním časopise pro výzkum veřejného mínění „Struktura vědeckého názoru na změnu klimatu“ shromáždil názory vědců na Zemi, vesmír, atmosférické, oceánské nebo hydrologické vědy.[77] 489 respondentů průzkumu – téměř polovina všech způsobilých podle specifických standardů průzkumu – totiž pracujících v akademické sféře, na vládních pozicích a v průmyslu a členů významných profesních organizací. Studie zjistila, že 97 % ze 489 zkoumaných vědců souhlasilo s tím, že globální teploty v posledním století stouply. Navíc 84 % souhlasilo s tím, že „současné oteplování je způsobené skleníkovými plyny emitovanými člověkem“. Pouze 5 % nesouhlasilo s myšlenkou, že lidská činnost je významnou příčinou globálního oteplování.[77]

Jak je popsáno výše, malá menšina vědců nesouhlasí s konsensem. Například Willie Soon a Richard Lindzen tvrdí, že neexistuje dostatečný důkaz pro antropogenní připisování. Obecně tato pozice vyžaduje nové fyzikální mechanismy vysvětlující pozorované oteplování.

## Sluneční aktivita

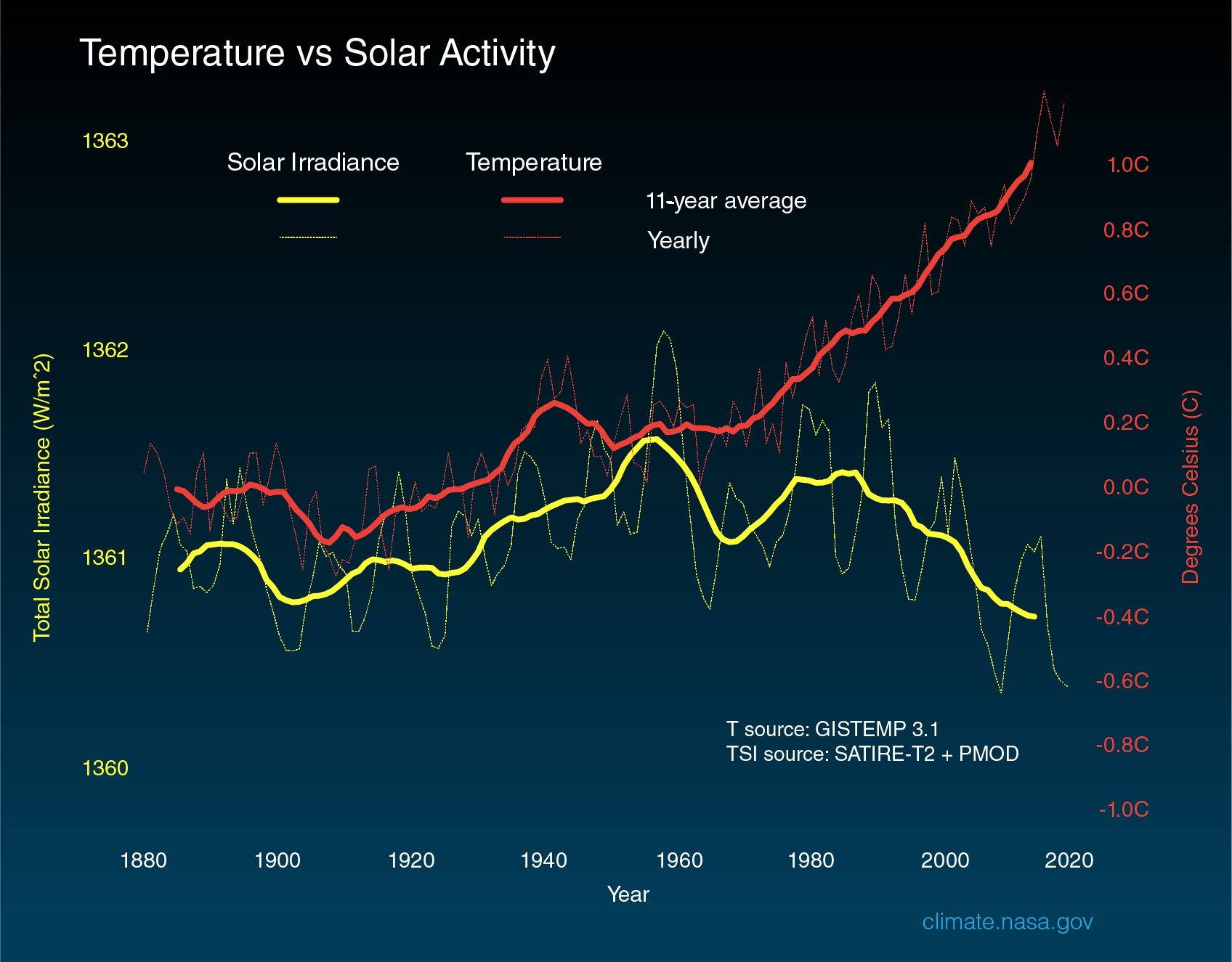
Sluneční ozáření (žluté) bylo vyneseno spolu s teplotou (červenou).

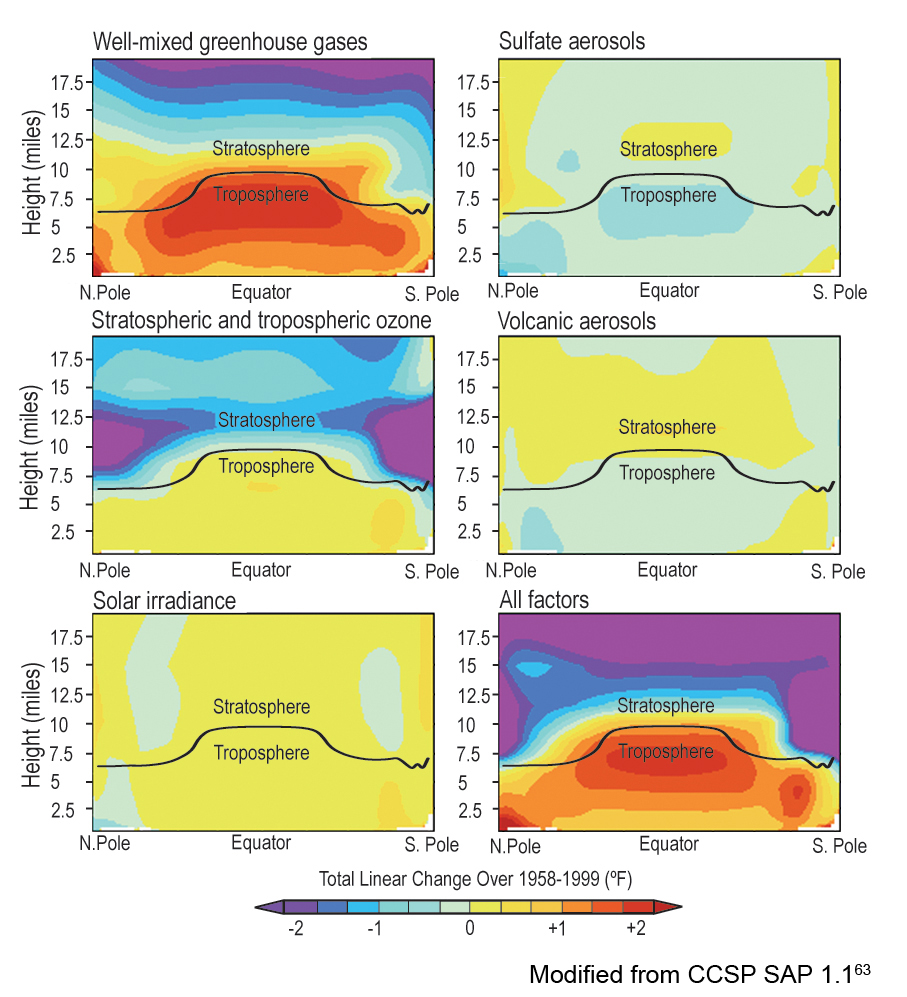
Modelována simulace účinku různých faktorů (včetně skleníkových plynů, slunečního záření) jednotlivě a v kombinaci, což ukazuje zejména to, že sluneční aktivita vytváří malé a téměř jednotné oteplování, na rozdíl od toho, co je pozorováno.

Maximální sluneční sluneční skvrna nastává, když se magnetické pole slunce zhroutí a obrátí jako součást průměrného 11letého slunečního cyklu (22 let pro úplné obnovení ze severu na sever).
Klimatologové zkoumali roli Slunce v probíhající změně klimatu. Od roku 1978 je intenzita slunečního záření měřena satelity:s.6 podstatně přesněji, než bylo dříve možné z povrchu. Tato měření ukazují, že sluneční záření se od roku 1978 nezvýšilo, takže oteplování během posledních 30 let nelze přímo přičíst zvýšení celkové sluneční energie dopadající na Zemi (viz graf výše, vlevo). Ve třech desetiletích od roku 1978 měla kombinace sluneční a sopečné činnosti pravděpodobně mírný chladivý vliv na klima.
Ke zkoumání role Slunce v nedávné změně klimatu byly použity klimatické modely. Modely nejsou schopné reprodukovat rychlé oteplování pozorované v posledních desetiletích, když berou v úvahu pouze změny v celkové sluneční radiaci a sopečné činnosti. Modely jsou však schopny simulovat pozorované změny teploty ve 20. století, když zahrnují všechny nejdůležitější vnější síly, včetně lidských vlivů a přírodních sil. Jak již bylo uvedeno, Hegerl et al. (2007) dospěli k závěru, že působení skleníkových plynů „velmi pravděpodobně“ způsobilo většinu pozorovaného globálního oteplování od poloviny 20. století. Při tomto závěru Hegerl et al. (2007) počítali s možností, že klimatické modely podceňovaly účinky sluneční energie.
Role sluneční aktivity při změně klimatu byla také vypočtena za delší časové období pomocí „proxy“ datových sad, jako jsou letokruhy stromů. Modely ukazují, že solární a vulkanické síly mohou vysvětlit období relativního tepla a chladu mezi roky 1000 a 1900, ale k reprodukci oteplování na konci 20. století je zapotřebí lidského působení.
Další linie důkazů proti teorii, že Slunce způsobilo nedávnou změnu klimatu, pochází z toho, jak se změnily teploty na různých výškových hladinách zemské atmosféry. Modely a pozorování (viz obrázek výše, uprostřed) ukazují, že skleníkové plyny mají za následek oteplování nižších vrstev atmosféry (nazývané troposféra), ale ochlazení horní vrstev atmosféry (nazývané stratosféra). Úbytek ozonové vrstvy díky chemickým chladivům má také za následek chladicí účinek ve stratosféře. Pokud by Slunce bylo zodpovědné za pozorované oteplování, mohlo by se očekávat oteplování troposféry na povrchu a oteplování v horní části stratosféry, protože zvýšení sluneční aktivity by doplnilo ozon a oxidy dusíku. Stratosféra má ale opačný teplotní gradient než troposféra, takže teplota troposféry se snižuje s nadmořskou výškou a teplota stratosféry stoupá s nadmořskou výškou. Hadleyovy buňky jsou mechanismem, kterým se ozon generovaný v tropech (nejvyšší oblast UV záření ve stratosféře) pohybuje směrem k pólům. Globální klimatické modely naznačují, že změna klimatu může rozšířit Hadleyovy buňky a tlačit proud proudem na sever, čímž se rozšíří tropická oblast a výsledkem budou v těchto oblastech celkově teplejší a sušší podmínky.

## Nesouhlasné pohledy

Příspěvek přírodních faktorů a lidských činností k radiačnímu prosazování změny klimatu. Hodnoty radiačního působení jsou pro rok 2005 ve srovnání s dobou před industrializací (1750). Příspěvek slunečního záření k radiačnímu působení je 5 % hodnoty kombinovaného radiačního působení v důsledku zvýšení atmosférických koncentrací oxidu uhličitého, metanu a oxidu dusného.

Habibullo Abdussamatov (2004), vedoucí kosmického výzkumu na Petrohradské astronomické observatoři Pulkovo v Rusku, tvrdí, že za nedávno pozorovanou změnu klimatu je zodpovědné Slunce. Novináři zpravodajských serverů canada.com (Solomon, 2007b), National Geographic News (Ravillious, 2007), a LiveScience (Than, 2007) informovali o případu oteplování na Marsu. V těchto článcích byl citován Abdussamatov. Uvedl, že oteplování na Marsu bylo důkazem toho, že globální oteplování na Zemi bylo způsobeno změnami na Slunci.
Ravillious (2007) citoval dva vědce, kteří nesouhlasili s Abdussamatovem: Amato Evan, klimatolog na University of Wisconsin – Madison v USA, a Colin Wilson, planetární fyzik na Oxfordské univerzitě ve Velké Británii. Podle Wilsona jsou „kolísání na oběžné dráze Marsu hlavní příčinou jeho klimatických změn v současné době“ (viz také orbitální působení). Than (2007) citoval Charlesa Longa, klimatického fyzika v Pacific Northwest National Laboratories v USA, který nesouhlasil s Abdussamatovem.

Than (2007) poukázal na názor Bennyho Peisera, sociálního antropologa na Liverpoolské univerzitě Johna Moorese ve Velké Británii. Peiser ve svém zpravodaji citoval blog, který komentoval oteplování pozorované na několika planetárních tělesech Sluneční soustavy . (Neptunův měsíc Triton, Jupiter, Pluto  a Mars). V e-mailovém rozhovoru s Thanem (2007) Peiser uvedl, že: 
 "Myslím, že je zajímavou shodou okolností, že v naší sluneční soustavě byly pozorovány trendy oteplování na mnoha velmi rozmanitých planetárních tělesech,". . . "Možná je to jen náhoda." 
 Than (2007) poskytl alternativní vysvětlení, proč došlo k oteplování na Tritonu, Pluto, Jupiteru a Marsu.
Americká agentura na ochranu životního prostředí (US EPA, 2009) odpověděla na veřejné komentáře týkající se atribuce změny klimatu. Řada komentátorů tvrdila, že nedávné změny klimatu lze připsat změnám slunečního záření. Podle US EPA (2009) toto připsání nebylo podporováno velkou částí vědecké literatury . US EPA s odkazem na práci IPCC (2007) poukázala na nízký příspěvek slunečního záření k radiačnímu působení od začátku průmyslové revoluce v roce 1750. Během tohoto časového období (1750 až 2005) byl odhadovaný příspěvek slunečního záření k radiačnímu působení 5 % hodnoty kombinovaného radiačního působení v důsledku zvýšení atmosférických koncentrací oxidu uhličitého, metanu a oxidu dusného (viz graf naproti).

### Vliv kosmického záření
Henrik Svensmark navrhl, že magnetická aktivita Slunce vychyluje kosmické paprsky a že to může ovlivnit tvorbu kondenzačních jader mraků, a tím ovlivnit klima. Web Science Daily informoval o studii z roku 2009, která se zabývala tím, jak byly minulé změny klimatu ovlivněny magnetickým polem Země. Geofyzik Mads Faurschou Knudsen, který je spoluautorem studie, uvedl, že výsledky studie podporují Svensmarkovu teorii. Autoři studie také uznali, že CO2 hraje důležitou roli při změně klimatu.

### Konsenzuální pohled na kosmické paprsky
Názor, že kosmické paprsky mohou poskytnout mechanismus, kterým změny sluneční aktivity ovlivňují klima, není v literatuře podporován. Solomon a kol. (2007) uvádí: 
 [..] Časová řada kosmických paprsků neodpovídá globální celkové oblačnosti po roce 1991 ani globální oblačnosti v nízkých výškách po roce 1994. Spolu s chybějícím prokázaným fyzickým mechanismem a hodnověrností dalších příčinných faktorů ovlivňujících změny v oblačnosti způsobuje, že asociace mezi změnami aerosolu a tvorby mraků vyvolaných galaktickými kosmickými paprsky je kontroverzní. 
 Studie Lockwood a Fröhlich (2007) a Sloan a Wolfendale (2008) nenalezly žádný vztah mezi oteplováním v posledních desetiletích a kosmickými paprsky. Pierce a Adams (2009) použili model k simulaci vlivu kosmického záření na vlastnosti mraků. Došli k závěru, že předpokládaný účinek kosmického záření je příliš malý na to, aby vysvětlil nedávnou změnu klimatu. Pierce a Adams (2009) poznamenali, že jejich zjištění nevylučují možné spojení mezi kosmickými paprsky a změnou klimatu, a doporučili další výzkum.

Erlykin a kol. (2009) zjistili, že souvislosti mezi slunečními změnami a podnebím byly spíše zprostředkovány přímou variací slunečního záření než kosmickými paprsky, a dospěli k závěru: „Z toho vyplývá, že při našich předpokladech by účinek měnící se sluneční aktivity, ať přímým slunečním zářením nebo změnou rychlosti kosmického záření, musel být od roku 1956 nižší než 0,07 °C, tj. méně než 14 % pozorovaného globálního oteplování“ Carslaw (2009) a Pittock (2009) hodnotí současnou a historickou literaturu v této oblasti a nadále zjišťují, že vazba mezi kosmickými paprsky a podnebím je slabá, i když podporují pokračující výzkum. US EPA (2009) komentoval výzkum Duplissy et al. (2009):
 Experimenty CLOUD v CERNu jsou zajímavým výzkumem, ale neposkytují přesvědčivé důkazy o tom, že kosmické paprsky mohou sloužit jako hlavní zdroj působení na mraky. Předběžné výsledky experimentu (Duplissy et al., 2009) naznačují, že ačkoli existovaly určité důkazy iontově zprostředkované nukleace, u většiny pozorovaných nukleačních událostí se zdá, že podíl iontových procesů je menší. Tyto experimenty také ukázaly obtíž při udržování dostatečně čistých podmínek a stabilních teplot, aby se zabránilo falešným aerosolovým nárazům. Neexistuje žádný náznak, že by dřívější Svensmarkovy experimenty mohly dokonce odpovídat kontrolovaným podmínkám experimentu CERN. Zjistili jsme, že Svensmarkovy výsledky v oblasti setí v oblacích nebyly dosud prokázány jako robustní nebo dostatečné k tomu, aby podstatně změnily závěry hodnotící literatury, zejména s ohledem na hojnost nedávné literatury, která je skeptická ke spojení kosmického záření a klimatu 

### Veřejné zdroje
- EPA. Endangerment and Cause or Contribute Findings for Greenhouse Gases under Section 202(a) of the Clean Air Act. EPA's Response to Public Comments. [s.l.]: US Environmental Protection Agency (EPA), 2009. Dostupné online.
- KARL; OTHERS, 2009. Global climate change impacts in the United States : a state of knowledge report. Cambridge [England]: Cambridge University Press. 188 s. Dostupné online. ISBN 978-0-521-14407-0, ISBN 0-521-14407-8. OCLC 428024323
- Short-term Cooling on a Warming Planet | NOAA Climate.gov. www.climate.gov [online]. [cit. 2020-01-11]. Dostupné online. (anglicky)